# Zeta Geminorum
Zêta des Gémeaux
Désignations
Zeta Geminorum (ζ Gem / ζ Geminorum, Zêta des Gémeaux) est une étoile variable de quatrième magnitude de la constellation des Gémeaux. Elle se situe sur la gauche de la « jambe » du jumeau de Pollux. Elle est aussi connue sous son nom traditionnel Mekbuda.

## Propriétés

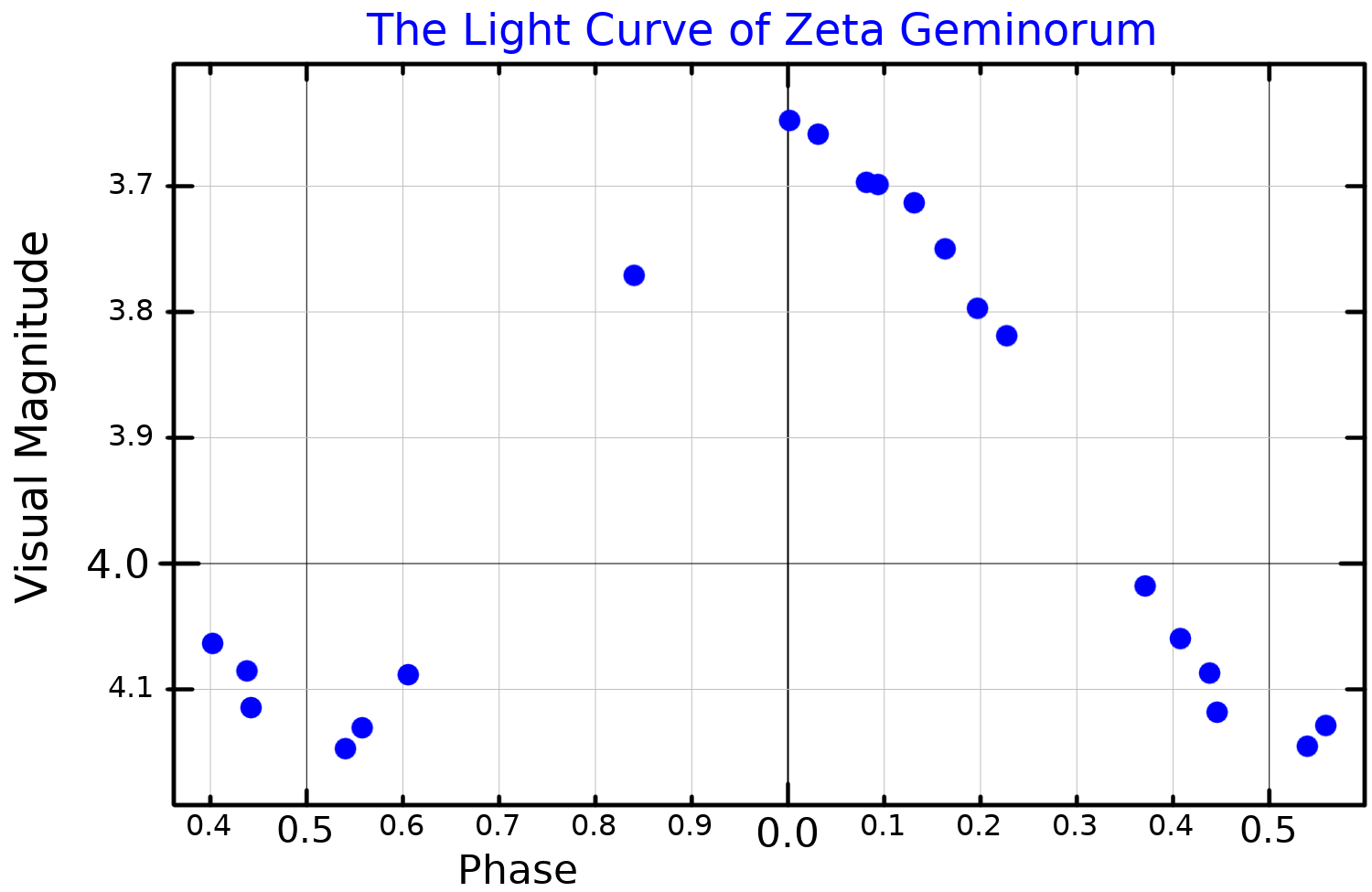
Courbe de lumière en bande visible de Zeta Geminorum, adaptée de Kiss (1998).

Zeta Geminorum est une étoile supergéante jaune. C'est une céphéide classique et sa magnitude apparente varie entre +3,62 et +4,18 selon une période de 10,15 jours. Durant son cycle de pulsation, son type spectral varie entre F7Ib et G3Ib et sa température de surface varie entre 5 780 et 5 260 K.
D'après la mesure de sa parallaxe annuelle par le satellite Hipparcos, l'étoile se situe à approximativement 1 400 années-lumière de la Terre. Elle s'éloigne du Système solaire à une vitesse radiale de +7 km/s. L'étoile a été répertoriée comme une binaire à occultations, mais sa binarité n'a pas été confirmée par d'autres méthodes et reste incertaine,.

## Nomenclature
Mekbuda est le nom propre de l'étoile aujourd’hui approuvé par l'Union astronomique internationale (UAI). Ce nom a été affecté de façon arbitraire à cette étoile par Giuseppe Piazzi (1814), à partir du nom arabe الذراع المقبوضة (al-Ḏirāᶜ al-Maqbuda), « la Patte repliée », dont le second terme est transcrit Mekbûda par Thomas Hyde (1665) dans sa traduction du سلطانی Zīğ-i Sulṭānī ou « Tables sultaniennes » d’Uluġ Bēg (1437). Ce nom se réfère à la figure du « Superlion » arabe, un Lion immense extrapolé à partir des noms d'étoiles du calendrier traditionnel  des Manāzil al-qamar ou « stations lunaires », dont la Patte repliée (en arabe maqbūḍa) est située pour les uns sur l’espace de Procyon, pour les autres sur celui de la Tête des Gémeaux, et les Crins de la queue dans la Vierge.